# 小行星3083
小行星3083（3083 OAFA）是一颗围绕太阳公转的小行星。1974年6月17日，菲利克斯·阿吉拉爾天文台在圣胡安省发现了此天体。
該小行星以菲利克斯·阿吉拉爾天文台（Observatorio Astronómico Félix Aguilar）的縮寫命名。
这颗小行星的绝对星等为263.52300等。